# Џери Слоун
Џералд Јуџин Слоун (енгл. Gerald Eugene Sloan; Маклејнсборо, 28. март 1942 — Солт Лејк Сити, 22. мај 2020) био је амерички кошаркаш и кошаркашки тренер. Играо је на позицијама бека и крила.

## Биографија
Слоун је водио Јуту од 1988. до 2011. године, а под његовом командом Џезери су 20 пута учествовали у плеј-офу. Највеће успехе направио је 1997. и 1998. године, када је са Јутом стигао до финала НБА лиге. Ипак, екипа коју су на терену предводили Џон Стоктон и Карл Мелоун оба пута је поражена од Чикага, чији је лидер био Мајкл Џордан.
Слоун је тренерску каријеру завршио као стратег са трећим највећим бројем победа у регуларном делу НБА лиге (1.221) и као шести на листи тренера са најбољим односом победа и пораза (60.3).
Поред сјајне тренерске, Слоун је имао и веома запажену играчку каријеру. Бранио је боје Балтимор булетса (1965/66) и Чикаго булса (1966-1976). Два пута је наступао на Ол-стару, а четири пута је биран у најбољу дефанзивну петорку НБА лиге.
Слоунов дрес са бројем "4" Булси су повукли из употребе, док је у његову част Јута повукла дрес са бројем "1.223". Он представља број победа које је Слоун уписао као тренер Џезера. У Кућу славних је примљен 2009.
Преминуо је 22. маја 2020. услед компликација од Паркинсонове болести и деменције.

## Играчки успеси

### Појединачни
- НБА Ол-стар меч (2): 1967, 1969.
- Идеални одбрамбени тим НБА — прва постава (4): 1968/69, 1971/72, 1973/74, 1974/75.
- Идеални одбрамбени тим НБА — друга постава (2): 1969/70, 1970/71.